# Xã Highland, Quận Chester, Pennsylvania
Xã Highland (tiếng Anh: Highland Township) là một xã thuộc quận Chester, tiểu bang Pennsylvania, Hoa Kỳ. Năm 2010, dân số của xã này là 1.272 người.